# Megalaria melanotropa
Megalaria melanotropa är en lavart som först beskrevs av William Nylander och fick sitt nu gällande namn av D. J. Galloway. 
Megalaria melanotropa ingår i släktet Megalaria och familjen Megalariaceae. Inga underarter finns listade i Catalogue of Life.